# Бюлах
Бюлах (нем. Bülach) — город в Швейцарии, окружной центр, находится в кантоне Цюрих.
Входит в состав округа Бюлах. Население составляет 16 052 человека (на 31 декабря 2007 года). Официальный код — 0053.